# Estación de Aix-en-Provence TGV

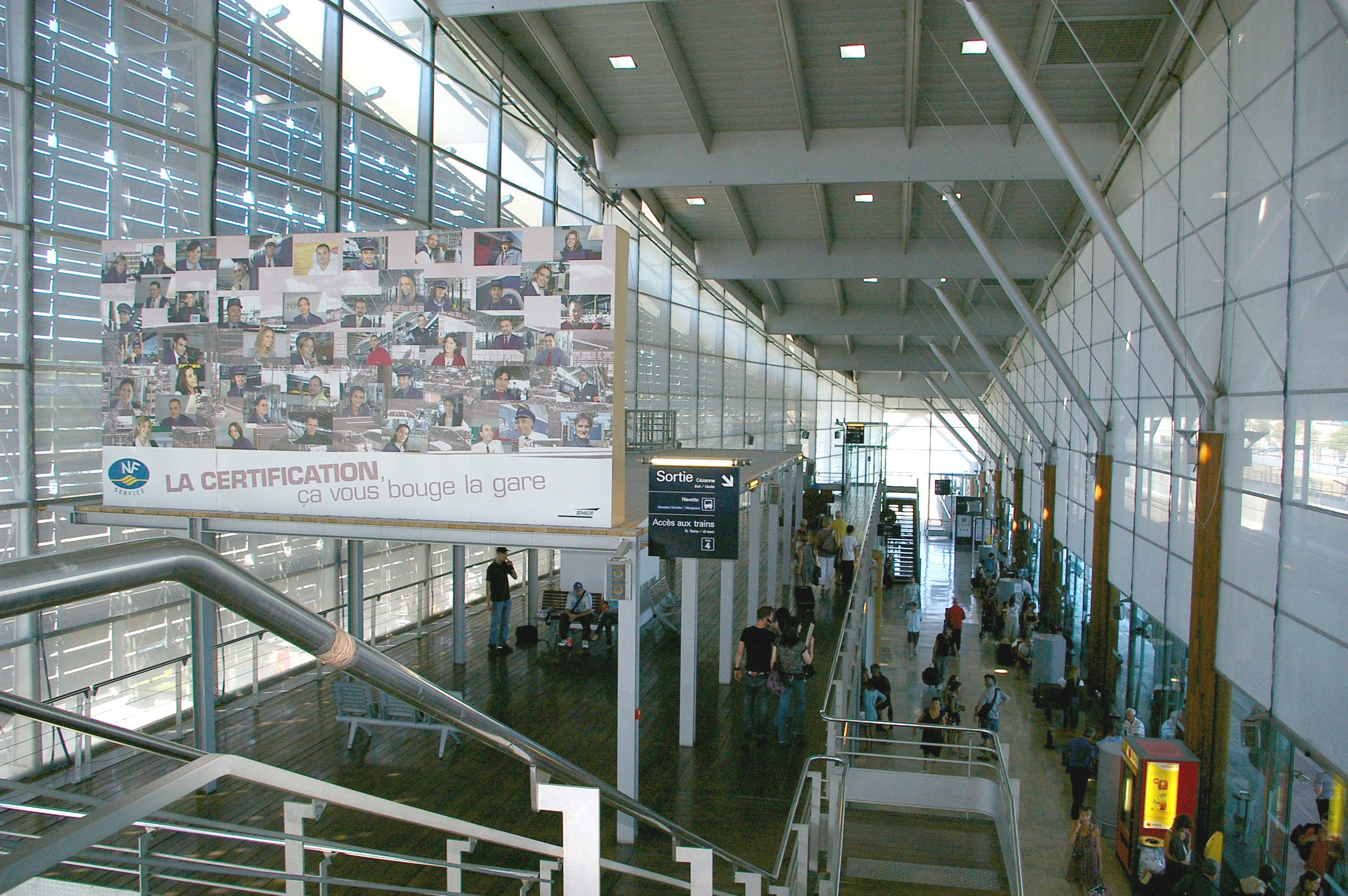
Interior de la estación.

La Estación de Aix-en-Provence TGV (Gare d'Aix-en-Provence TGV en francés) es una estación ferroviaria situada en la LGV Méditerranée francesa. Está ubicada cerca de la ciudad de Vitrolles, fue inaugurada en 2001.

## Características
Construida en la meseta de l'Arbois, la estación de Aix-en-Provence TGV se encuentra a 7 km al noreste de Vitrolles y unos 15 km al suroeste de Aix-en-Provence y a 20 km al norte de Marsella, en la intersección de la LGV y la carretera RD9. A pesar de su nombre se encuentra más cerca de la ciudad de Vitrolles que de la ciudad de Aix-en-Provence (en esta última se localiza la estación de Aix-en-Provence de la línea ferroviaria clásica Marsella - Briançon). 
Aunque la meseta de Arbois esté muy poco urbanizada, una gran parte del norte del área metropolitana de Marsella, incluido el aeropuerto de Marsella Provenza, está a 10 o 15 km de la estación TGV. La situación en el término de la estación Saint-Charles en el centro de Marsella, hacen a esta estación interesante para los servicios hacia/desde Toulon y la Costa Azul sin la necesidad de la inversión de marcha de los trenes, lo que implica una ganancia de 10 o 15 minutos sobre el tiempo de viaje.

## Historia
La historia de la estación de Aix-en-Provence TGV se inscribe en la animada historia de la LGV Méditerranée. La decisión de ofrecer servicios a la zona de Aix-en-Provence obligó la SNCF a trazar el LGV más al este que sus planes iniciales, construyendo una estación para servicios de alta velocidad a 15 km del centro de Aix.
La estación fue inaugurada el 10 de junio de 2001 en ocasión de la apertura del tráfico de pasajeros sobre la línea nueva. La cantidad de pasajeros sobrepasó muy rápidamente las previsiones de la SNCF, en gran parte porque su utilización evita pasar por la estación de Marsella Saint-Charles que está unida al norte del área metropolitana de Marsella por malos accesos.

## Descripción General
La estación posee la organización típica de una estación TGV con 4 vías, las plataformas se encuentran en la parte exterior. La estación puede ser cruzada a 300 km/h por las dos vías centrales por trenes que no se detengan. Los servicios se concentran junto a la plataforma oeste (salidas hacia el norte). Un puente, con elevadores, enlaza las dos plataformas. La carretera RD9 cruza justo por debajo del edificio de la estación y una parada de autobús ofrece servicios a las poblaciones cercanas y al aeropuerto.